# Crepidomanes intramarginale
Crepidomanes intramarginale är en hinnbräkenväxtart som först beskrevs av Presl, och fick sitt nu gällande namn av Presl. Crepidomanes intramarginale ingår i släktet Crepidomanes och familjen Hymenophyllaceae. Inga underarter finns listade.